# Thượng tọa

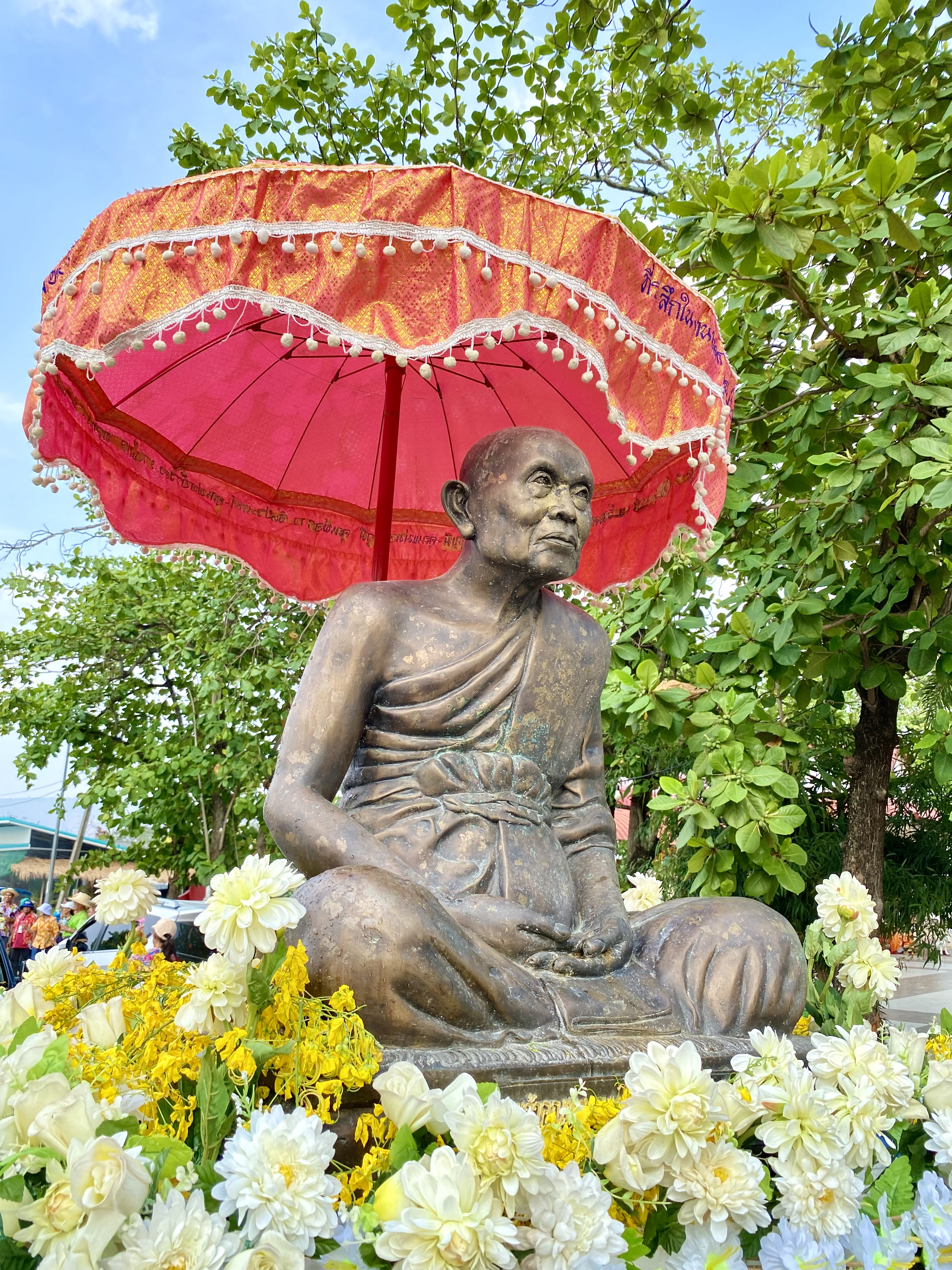
Một vị Thượng tọa được tạc tượng ở Thái Lan

Thượng tọa (chữ Hán: 上座) là một danh hiệu chỉ các vị Tăng sĩ Phật giáo, là một người đã thọ Tỳ kheo giới, nên còn gọi là chung là Tỳ kheo. Thượng tọa chỉ một người cao tuổi đã đạt bốn tiêu chuẩn sau: 
1. Đức hạnh cao.
2. Nắm vững giáo lý căn bản của Phật pháp.
3. Nắm vững các phép Thiền định.
4. Người đã từ diệt những lậu hoặc (āsrava), phiền não (kleśa) và đạt được trạng thái giải thoát (vimokṣa).

Danh hiệu Thượng toạ được dùng sau này không hẳn là theo tất cả các tiêu chuẩn trên, thường chỉ để dùng cho các Tỉ-khâu có danh tiếng, cao tuổi hạ (như Hòa thượng). Trong Thiền tông, là danh hiệu kính cẩn để gọi thầy của mình hoặc chỉ về phái Thượng toạ bộ. Trong tiếng Anh, Thượng tọa là thera, và Giáo hội Phật giáo Việt Nam dùng từ "Venerable" để chỉ thượng toạ.

## Tại Việt Nam hiện nay

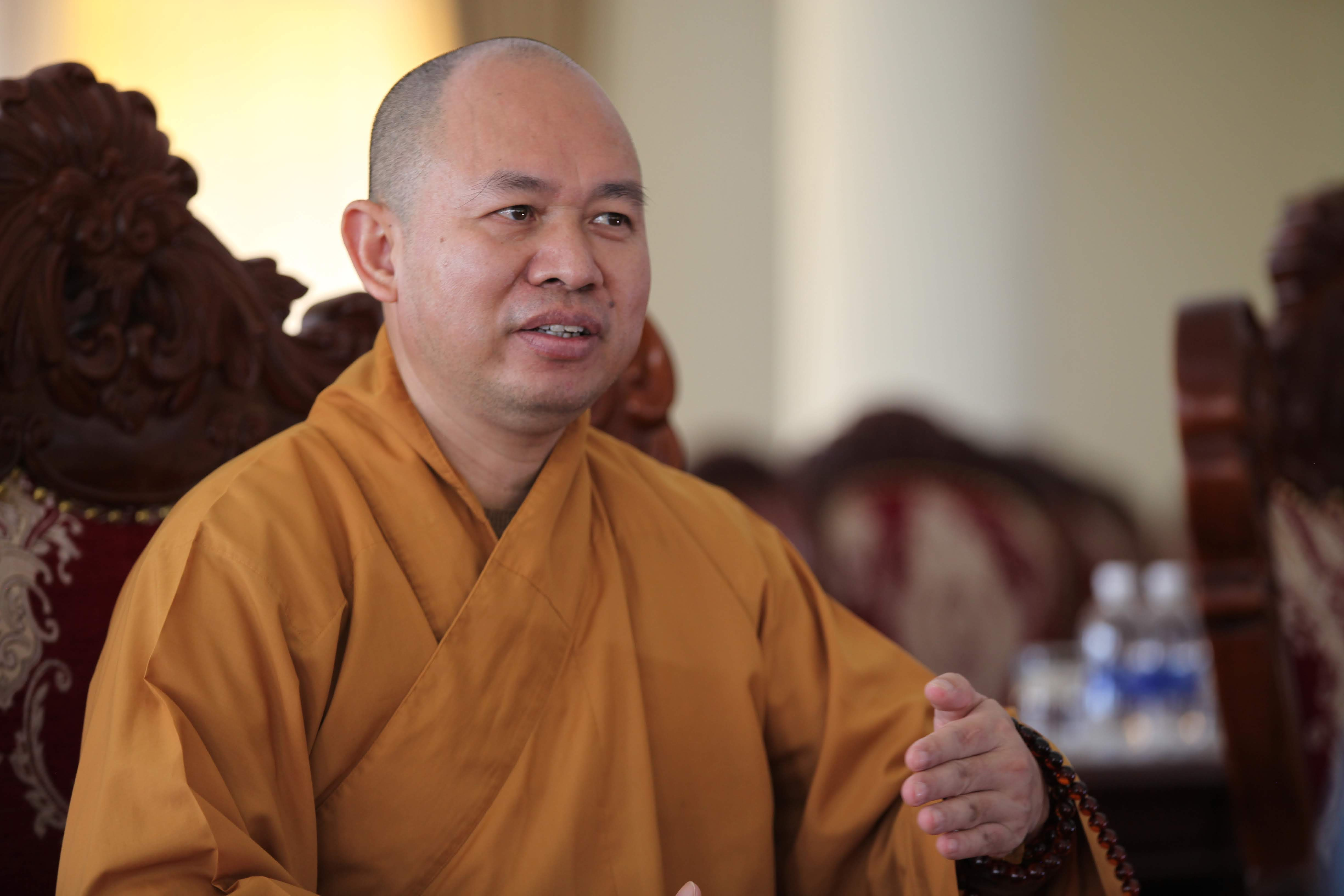
Một vị Thượng toạ Việt Nam

Theo Hiến chương của Giáo hội Phật giáo Việt Nam quy định, danh hiệu Thượng tọa dành cho các vị Tăng sĩ có tuổi đạo từ 25 trở lên tính theo hạ lạp, tuổi đời từ 45 trở lên. Khi đủ tuổi đạo 40 năm có thể được tấn phong danh hiệu Hòa thượng.